# Stridsvagn 103
A Stridvagn 103 (Strv 103) vagy S-harckocsi a Svéd hadsereg alapharckocsija volt. A harckocsi kialakításakor a legfontosabb szempont egy rendkívül alacsony profilú jármű létrehozása volt, ennek következtében különleges ismertetőjele a torony hiánya és a harckocsi homlokpáncélzatába fixen rögzített harckocsilöveg. A fő fegyverzet irányzását a jármű különleges, hidropneumatikus felfüggesztésével és a lánctalpakkal végzik, ennek következményeképpen a harckocsi csak álló helyzetből képes tüzelni. Ez a hátrány a svéd hadsereg számára elhanyagolható tényező, mivel az ország védekező háborúra van berendezkedve. Az S-harckocsik a Svéd Védelmi Erők részét képezték az 1970-es évektől egészen az 1990-es évek elejéig amikor a típust Leopard 2-es harckocsikkal váltották fel. A S-harckocsit a brit és az amerikai hadsereg is tesztelte. (Ezen tesztek célja nem az S-harckocsi beszerzése, hanem a torony nélküli harckocsi koncepciójának ellenőrzése volt.)

## Története
Az 1950-es években a svédek brit Centurion harckocsikat alkalmaztak, de igény volt ezek hazai fejlesztéssel történő leváltására. Az új harckocsinak a Landsverk, Volvo és Bofors konzorcium egy korábbi javaslatuk újraélesztését ajánlotta, amely KRV kódnéven ismert. Ezt a járművet azonban túlságosan költségesnek találták, ezért javaslatuk elutasításra került. 1956-ban Sven Berge (Svéd katonai beszerzési hivatal alkalmazottja) javasolta az "Alternative-S" koncepció alkalmazását a lehető legkisebb célfelülettel, ami jelentősen olcsóbb lehet a KRV-nél és egyes külföldi harcjárműveknél is. Az elképzelés alapján lövegtorony elhagyásával, és a löveg rögzítésével megszűnnek a függőleges irányzásból adódó problémák (löveg töltésének nehézségei, és a függőleges irányzáshoz szükséges magasságnövekedés). Berge ötlete volt, hogy a felfüggesztés állításával megoldható a löveg függőleges irányzása, automata váltó segítségével.
A tervek leadását követően a felfüggesztés és hajtás legyártásával a Bofors céget bízták meg, amelyet sikeresen teszteltek is. 1958-ban megrendelésre került két komplett prototípus, melyek 1961-re elkészültek. Eközben a Svéd hadsereg 10db végleges gyártás előtti járművet rendelt.
Néhány változtatás után az első "Alternatív-S" harckocsik Stridsvagn 103 (a szám jelentése a 3. típus melyet 10 cm-es löveggel szereltek) típusjellel rendszeresítésre kerültek. Az első teljes sorozat megrendelése 1965-ben történt, és 1967-1971 között 290 db jármű került legyártásra.

## Változatok
- Stridvagn 103A – alapváltozat.

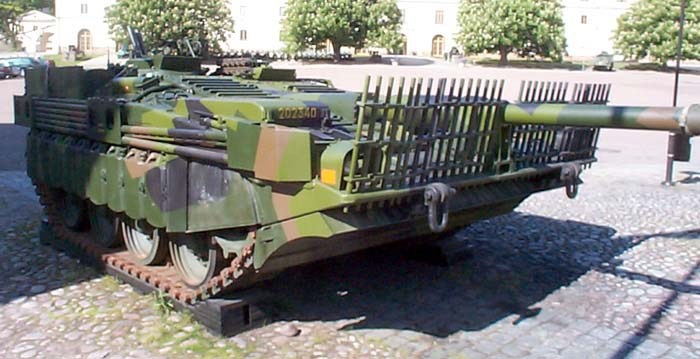
Stridvagn 103C a Stockholmi Katonai Múzeumban, különlegessége a harckocsi elejére szerelt páncéltörő-elhárító rács

- Stridvagn 103B – az alapváltozathoz képest erősebb meghajtással, egy Caterpillar 553 gázturbinával. A standard változatot kis időn belül a 103B-nek megfelelően alakították át.
- Stridvagn 103C – 1986-ban indult komplex fejlesztési program során átalakított változat, fejlesztett tűzvezető rendszerrel, lézeres távolságmérővel. Reaktív páncélzat (ERA) tesztelésre került ezeken a típusokon, de nem került alkalmazásra. A Rolls-Royce motort egy Detroit 6V53T dízel-motorral váltották fel.
- Stridvagn 103D – prototípus változat az 1990-es években támasztott harckocsi követelményeknek szintjére történő fejlesztésre. Beszerelésre került egy fejlett tűzvezető számítógép, a parancsnok és irányzó részére hőkamerával ellátott optika, a vezető részére passzív éjjellátó, ezek lehetővé teszik a rossz időjárási- és éjszakai körülmények között vívott harcot. Ez a prototípus távirányítással is tesztelésre került.[2] Az egyetlen prototípus megtekinthető az Arsenalen Nemzeti Katonai Járműmúzeumban Svédországban.[3]